# Конвенція про рабство
Конве́нція про ра́бство — міжнародний договір, створений під егідою Ліги Націй і підписаний 25 вересня 1926 року. Він був зареєстрований в Treaty Series 9 березня 1927 року і в той же день набрав чинності. Мета Конвенції полягала в тому, щоб підтвердити і прискорити придушення рабства і работоргівлі.

## Прелюдія
У Законі Про брюссельську конференцію 1890 року сторони, що підписали його, заявили, що вони однаково натхненні твердим наміром покласти край торгівлі африканськими рабами. Брюссельський акт був доповнений і переглянутий Конвенцією Сен-Жермен-Ан-Леї, підписаною союзними державами під час Першої світової війни 10 вересня 1919 року, в якій сторони, що його підписали, зобов'язалися прагнути забезпечити повне придушення рабства у всіх його формах і работоргівлі по суші та морю.
Тимчасова комісія з рабства була призначена Радою Ліги Націй у червні 1924 року. Комісія була змішана за своїм складом, включаючи колишніх колоніальних губернаторів, а також Гаїтянина, та представник Міжнародної організації праці Фредеріка Лугарда, який став британським представником у комісії.

## Статті
Конвенція складається з преамбули та 12 статей.

### Стаття 1
У цій Конвенції приймаються такі визначення:
1. Під рабством розуміється становище чи стан особи, щодо якої здійснюються деякі чи всі повноваження, властиві праву власності.
2. Під работоргівлею розуміються всі дії, пов'язані із захопленням, придбанням будь-якої особи або з розпорядженням ним з метою звернення їх у рабство; всі дії, пов'язані з придбанням раба з його продажу чи обміну; всі дії високі Договірні Сторони вибраного з цією метою, і взагалі будь-яка дія з торгівлі або перевезення рабів.

### Стаття 2
Високі Договірні Сторони зобов'язуються кожна щодо територій, що знаходяться під її суверенітетом, юрисдикцією, захистом, протекторатом або опікою, якщо вони вже не вжили необхідних заходів:
1. попереджати та придушувати работоргівлю;
2. здійснювати поступово і якнайшвидше повне скасування рабства в усіх його формах.

### Стаття 3
Високі Договірні Сторони зобов'язуються вжити всіх необхідних заходів з метою запобігання та ліквідації навантаження, розвантаження або перевезення рабів у їх територіальних водах та на суднах, що плавають під їхніми прапорами.
Високі Договірні Сторони зобов'язуються якнайшвидше розпочати переговори щодо Генеральної Конвенції про работоргівлю, яка надасть їм права та накладе на них зобов'язання, подібні до тих прав і зобов'язань, що передбачаються в Конвенції від 17 червня 1925 року, що стосується міжнародної торгівлі зброєю2 , 20, 21, 22, 23, 24 та пункти 3, 4 та 5 розділу II додатка II), з необхідними змінами, виходячи з того, що ця Генеральна Конвенція не ставитиме суду (навіть невеликого тоннажу) будь-якої Високої Договірної Сторони у положення , відмінне від становища судів інших Високих Договірних Сторін.
Високі Договірні Сторони виходять також з того, що до або після набрання чинності цією Генеральною Конвенцією вони мають повне право укладати між собою, однак без утисків викладених у попередніх пунктах принципів, такі спеціальні угоди, які з огляду на їх особливий характер можуть вважатися необхідними для можливо якнайшвидшого повного скасування работоргівлі.

### Стаття 4
Високі Договірні Сторони будуть надавати одна одній всіляке сприяння з метою скасування рабства та работоргівлі.

### Стаття 5
Високі Договірні Сторони визнають, що застосування примусової праці може мати серйозні наслідки, і зобов'язуються, кожна щодо територій, що знаходяться під її суверенітетом, юрисдикцією, захистом, протекторатом або опікою, вжити всіх необхідних заходів для того, щоб обов'язкова чи примусова праця умовам, аналогічним рабству.
Високі Договірні Сторони погоджуються, що:
1. З урахуванням наведених нижче, у пункті 2, перехідних умов обов'язкова чи примусова праця може бути потрібна лише для суспільних цілей.
2. У тих територіях, де ще існує обов'язкова або примусова праця для інших цілей, крім суспільних, Високі Договірні Сторони прагнутимуть поступової і, можливо, якнайшвидшої ліквідації цієї практики. У тій мірі, в якій така обов'язкова або примусова праця існує, ця праця повинна незмінно мати винятковий характер, повинна завжди відповідним чином винагороджуватися і не повинна спричиняти видалення робітників з їхнього звичайного місця проживання.
3. У всіх випадках відповідальність за будь-яке застосування обов'язкової чи примусової праці повинна бути покладена на компетентну центральну владу відповідної території.

### Стаття 6
Ті з Високих Договірних Сторін, закони яких на даний час не передбачають відповідних положень про покарання за порушення законів та постанов, наведених в чинність з метою здійснення цілей цієї Конвенції, зобов'язуються вжити необхідних заходів для впровадження суворого покарання, яке може бути застосоване щодо таких порушень. 

### Стаття 7
Високі Договірні Сторони зобов'язуються повідомляти один одному та Генеральному секретареві Ліги Націй будь-які закони та постанови, які вони можуть запровадити з метою втілення положень цієї Конвенції.

### Стаття 8
Високі Договірні Сторони погоджуються про те, що суперечки, що виникають між ними щодо тлумачення або застосування цієї Конвенції, якщо вони не можуть бути вирішені через прямі переговори, будуть передаватися на рішення Постійної палати міжнародного правосуддя. У разі якщо будь-яка із сторін або обидві сторони в такій суперечці не є учасниками Протоколу від 16 грудня 1920 року, що стосується Постійної палати міжнародного правосуддя, ця суперечка підлягає передачі, на вибір сторін і відповідно до конституційної процедури кожної держави, до Постійної палати міжнародного правосуддя або до арбітражного суду, створеного відповідно до Конвенції від 18 жовтня 1907 року для мирного вирішення міжнародних спорів, або до будь-якого іншого арбітражного суду.

### Стаття 9
Під час підписання, ратифікації або приєднання будь-яка Висока Договірна Сторона може заявити, що прийняття нею цієї Конвенції не накладає зобов'язань на деякі або всі території, що знаходяться під її суверенітетом, юрисдикцією, захистом, протекторатом або опікою щодо всіх або будь-яких положень Конвенції; вона може погодитися окремо від імені будь-якої з них або з приводу будь-якого положення, щодо якого вони не є сторонами.

### Стаття 10
У разі, якщо Висока Договірна Сторона захоче денонсувати цю Конвенцію, вона письмово повідомляє Генерального секретаря Ліги Націй, який негайно передає засвідчену копію повідомлення всім іншим Високим Договірним Сторонам з повідомленням їм дати отримання такого повідомлення.
Ця денонсація набирає чинності лише стосовно держави, що повідомляє, після закінчення одного року після отримання повідомлення Генеральним секретарем Ліги Націй.
Денонсація може також мати місце окремо щодо будь-якої території, що знаходиться під суверенітетом, юрисдикцією, захистом, протекторатом або опікою Високого Договірного Сторони.

### Стаття 11
Ця Конвенція, датою якої буде справжній день і французький та англійський тексти якої є автентичними, залишається відкритою для підписання державами - членами Ліги Націй до 1 квітня 1927 року.
Генеральний секретар Ліги Націй згодом доведе цю Конвенцію до держав, які її не підписали, включаючи держави, які не є членами Ліги Націй, і запросить їх приєднатися до неї.
Держава, яка бажає приєднатися до Конвенції, надсилає письмове повідомлення Генеральному секретареві Ліги Націй і передає йому документ про приєднання, який повинен зберігатися в архівах Ліги.
Генеральний секретар негайно надсилає всім іншим Високим Договірним Сторонам засвідчені копії повідомлення та документ про приєднання, повідомляючи їх про дату їх отримання.

### Стаття 12
Ця Конвенція підлягає ратифікації, і документи про ратифікацію мають бути депоновані у Канцелярії Генерального секретаря Ліги Націй. Генеральний секретар повідомляє всіх Високих Договірних Сторін про таке депонування.
Конвенція набуває чинності для кожної держави у день депонування ним документа про ратифікацію чи приєднання.
НА ПОСВІДЧЕННЯ ЧОГО Повноважні представники підписали цю Конвенцію.
Здійснено в Женеві двадцять п'ятого вересня тисяча дев'ятсот двадцять шостого року в одному примірнику, який буде зданий на зберігання до архіву Ліги Націй. Засвідчені копії будуть надіслані кожній державі, що підписала.

## Значення
У Конвенції про рабство 1926 року було встановлено конкретні правила та статті, створені задля припинення рабства і работоргівлі.
Рабство було визначено так:
1. Під рабством розуміється становище чи стан особи, щодо якої здійснюються деякі чи всі повноваження, властиві праву власності.
2. «роботторгівлею» розуміються і до неї включаються всі дії, пов'язані із захопленням, придбанням будь-якої особи або з розпорядженням ним з метою звернення їх у рабство; всі дії, пов'язані з придбанням раба з його продажу чи обміну; всі дії з продажу або обміну особи, придбаної з цією метою, і взагалі будь-яка дія з торгівлі або перевезення рабів будь-якими транспортними засобами.

## Учасники
Станом на 2013 рік 99 країн підписали, приєдналися, ратифікували або іншим чином взяли на себе зобов'язання брати участь у Конвенції (з поправками) та у її подальшому Протоколі:
- Австралія (1953)
- Австрія (1954)
- Азербайджан (1996)
- Албанія (1957)
- Алжир (1963)
- Афганістан (1954)
- Багамські острови (1976)
- Бангладеш (1985)
- Барбадос (1976)
- Бахрейн (1990)
- Білорусь (як Білоруська РСР) (1956)
- Бельгія (1962)
- Болівія (1983)
- Боснія та Герцеговина (1993)
- Бразилія (1966)
- Великобританія (1953)
- Угорщина (1958)
- В'єтнам (1956)
- Гватемала (1983)
- Гвінея (1963)
- Німеччина (1973)
- Греція (1955)
- Данія (1954)
- Домініка (1994)
- Єгипет (1954)
- Замбія (1973)
- Ізраїль (1955)
- Індія (1954)
- Йорданія (1959)
- Ірак (1955)
- Ірландія (1961)
- Іспанія (1927)
- Італія (1954)
- Ємен (1987)
- Казахстан (2008)
- Камерун (1984)
- Канада (1953)
- Кіпр (1986)
- Киргизія (1997)
- Китай (1955)
- Куба (1954)
- Кувейт (1963)
- Лесото (1974)
- Ліберія (1953)
- Лівія (1957)
- Маврикій (1969)
- Мавританія (1986)
- Мадагаскар (1964)
- Малаві (1965)
- Малі (1973)
- Мальта (1966)
- Марокко (1959)
- Мексика (1954)
- Монако (1954)
- Монголія (1968)
- М'янма (1957)
- Непал (1963)
- Нігер (1964)
- Нігерія (1961)
- Нідерланди (1955)
- Нікарагуа (1986)
- Нова Зеландія (1953)
- Норвегія (1957)
- Пакистан (1955)
- Папуа-Нова Гвінея (1982)
- Парагвай (2007)
- Росія (у складі СРСР) (1956)
- Румунія (1957)
- Саудівська Аравія (1973)
- Сент-Вінсент та Гренадини (1981)
- Сент-Люсія (1990)
- Сербія (2001)
- Сирія (1954)
- Соломонові Острови (1981)
- Судан (1957)
- США (1956)
- Сьєрра-Леоне (1962)
- Танзанія (1962)
- Тринідад та Тобаго (1966)
- Туніс (1966)
- Туркменістан (1997)
- Туреччина (1955)
- Уганда (1964)
- Україна (як Українська РСР) (1959)
- Уругвай (2001)
- Фіджі (1972)
- Філіппіни (1955)
- Фінляндія (1954)
- Франція (1963)
- Хорватія (1992)
- Чорногорія (2006)
- Чилі (1995)
- Швейцарія (1953)
- Швеція (1954)
- Шрі-Ланка (1958)
- Еквадор (1955)
- Ефіопія (1969)
- ПАР (1953)
- Ямайка (1964)